# Sebastião Amorim Gimenez
Pour les articles homonymes, voir Amorim.
Sebastião Amorim Gimenez, plus connu sous le nom de Tião, né le 31 mai 1925, est un ancien joueur brésilien de basket-ball.

## Palmarès
- 3e des Jeux panaméricains de 1951